# Егзогена интоксикација
Егзогена интоксикација (оштећења) представљају уношење отрова из спољне средине, што могу бити разне психоактивне супстанце, гљиве и сл.